# قره‌چان‌لی (کلبجر)
قره‌چان‌لی (ترکی آذربایجانی: Qaraçanlı) یک منطقهٔ مسکونی در جمهوری آرتساخ است که در استان شاهومیان واقع شده‌است.